# Rover Company
La Rover Company (The Rover Company Limited), més coneguda simplement com a Rover, fou una marca i empresa fabricant d'automòbils anglesa amb seu a Solihull, Warwickshire. La marca, i especialment després de la Segona Guerra Mundial, va tindre fama d'automòbils potents i elegants. Rover també va produir la gama Land Rover des de l'any 1948, la qual donà a llum el model Range Rover l'any 1970, resultant ambdós models els majors èxits de la marca i esdevenint l'any 1978 part d'una marca independent.
Rover fou venuda a Leyland Motors l'any 1967, la qual ja havia adquirit Standard-Triumph set anys abans. Inicialment, Rover va mantindre un relatiu nivell d'autonomia dins del conglomerat Leyland, però per a l'any 1978, Leyland (llavors ja British Leyland (BL), va entrar en un greu procés de dificultats econòmiques, acabant nacionalitzada pel govern britànic. Molts dels actius de la Rover Company van ser tranferits llavors a una nova empresa, la Land Rover Limited, mentre que la marca Rover va continuar sent utilitzada en altres productes de la BL, en concret, en models derivats de la companyia japonesa Honda. No obstant això, Rover esdevindria la marca més prolífica de la BL i, finalment, donaria nom al conglomerat sorgit l'any 1986 i conegut com a grup Rover, el qual va estar integrat per les marques MG, MINI i Land Rover fins que el grup fou trencat per BMW l'any 2000.
Actualment, la marca Rover es troba inactiva i és propietat de la seua, de facto, companyia successora: Jaguar Land Rover, propietat de l'empresa índia Tata Motors, que segueix produint a la planta de Rover a Solihull.

## Models
- 8 (1904-1925)
- 6 (1905-1910)
- 10/12 (1906-1907)
- 16 (1906-1910)
- 20 (1906-1910)
- 12 (1905-1948)
- 15 (1908-1911)
- 18 (1912-1913)
- 6/21 (1922-1923)
- 9/20 (1924-1927)
- 14/45 (1925-1927)
- 16/50 (1926-1929)
- Light Six (1929-1930)
- 10 (1927-1947)
- 2-Litre (1927-1932)
- Meteor (1932-1934)
- Scarab (1932-1932)
- Land Rover (1948-1978)
- P3 (1948-1949)
- P4 (1949-1964)
- P5 (1958-1973)
- P6 (1963-1976)
- Range Rover (1969-1978)
- SD1 (1976-1986)
- Quintet (1983-1985)
- 200/25 (1984-2005)
- 416i (1985-1989)
- 800 (1986-1999)
- Mini (1986-2000)
- 100 (1990-1998)
- 400/45 (1990-2005)
- 600 (1993-1999)
- 75 (1999-2005)
- CityRover (2003-2005)
- Streetwise (2003-2005)
- Commerce (2003-2005)